# Équipe d'Algérie de football en 1989
L'équipe d'Algérie de football participe lors de cette année aux Tours préliminaires de la Coupe du monde 1990. L'équipe d'Algérie est entraînée par Abdelhamid Kermali.

## Les matchs
- source : el-djemhouria numéro 7546 du mercredi 26 juillet 1989 page 9 .(la programmation exacte de la rencontre) .----- ** résultats sur el-massa du jeudi soir 27 juillet 1989 page 9 .   et l'horizons du samedi 29 juillet 1989 page 7 .

- feuille de match amical : algerie - qatar joué le mercredi 26 juillet 1989 a 20h 30 : stade de birouana , a tlemcen 12000 spectateurs , arbitre m: sendid mohamed (algerie) assisté de mm; ghachi et laoued ,4é arbitre : dali mohamed .buts : adghigh 82 (alg) / meftah mansour (qatar) 87 . composition des équipes : algerie : larbi , rahmouni, adjas (guettai 46) , adghigh , megharia , (belgherbi 67) , , cherif el-ouazani , belloumi (capitaine) , zorgane (bouchefra 46) , hadj adlane (mecheri bachir 46) , adjissa (maiche 46) , benabou . - remplacants : osmani , ayadi , tlemcani . - entraineur : lemoui kamel **qatar : farey mahboub , mohamed dohem (sabbah salem 73) , youcef adsani , saad salmane , mohamed el-ayari (mohamed moubarek 67) , djomaa salem mobarek salim , khaled salmane (capitaine) , adel khamis , salah aid (mansour  meftah 46) , mahmoud soufi . - remplacants : ahmed el-mathni , ali soulaiti , fahd el-kawari , youcef dismal , , khalifa salim , mohamed salem , mahmoud chombi , younès ahmed . - entraineur : dino sani (bresil) , ent adjoint : abdellah djomaa (qatar) .

| Date              | Stade, Ville, Pays                                  | Adversaire    | Score | Comp | Buteurs algériens            |
| 7 janvier 1989    | Stade du 19-Mai-1956 Annaba, Algérie                | Zimbabwe      | 3 - 0 | QCM  | Menad 34e 56e, Madjer 76e    |
| 8 février 1989    | Ta' Qali Stadium Ta' Qali, Malte                    | Finlande      | 2 - 0 | A    | Benabou 59e, Hadj Adlane 83e |
| 10 février 1989   | Ta' Qali Stadium Ta' Qali, Malte                    | Malte         | 0 - 1 | A    | Zorgane 22e                  |
| 12 février 1989   | Ta' Qali Stadium Ta' Qali, Malte                    | Danemark      | 0 - 0 | A    |                              |
| 22 mars 1989      | Stade de l'Unité Maghrébine Bejaïa, Algérie         | Maroc         | 1 - 1 | A    | Benabou 44e                  |
| 4 avril 1989      | Stade du 5 Juillet 1962 Alger, Algérie              | Tunisie       | 2 - 0 | A    | Hadj Adlane 32e, Menni 86e   |
| 25 mai 1989       | Stade municipal de Kénitra Kénitra, Maroc           | Maroc         | 1 - 0 | A    |                              |
| 31 mai 1989       | Behrn Arena Örebro, Suède                           | Suède         | 2 - 0 | A    |                              |
| 11 juin 1989      | Stade Félix Houphouët-Boigny Abidjan, Côte d'Ivoire | Côte d'Ivoire | 0 - 0 | QCM  |                              |
| 25 juin 1989      | National Sports Stadium (Zimbabwe) Harare, Zimbabwe | Zimbabwe      | 1 - 2 | QCM  | Menad 39e, Madjer 86e        |
| 26 juillet 1989   | Complexe sportif Akid Lotfi Tlemcen, Algérie        | Qatar         | 1 - 1 | A    | Adghigh 82e                  |
| 25 août 1989      | Stade du 19-Mai-1956 Annaba, Algérie                | Côte d'Ivoire | 1 - 0 | QCM  | Madjer 66e                   |
| 8 octobre 1989    | Stade du 17 juin Constantine, Algérie               | Égypte        | 0 - 0 | QCM  |                              |
| 1er novembre 1989 | Stade olympique d'El Menzah Tunis, Tunisie          | Tunisie       | 0 - 0 | A    |                              |
| 11 novembre 1989  | Stadio Romeo Menti Vicenza, Italie                  | Italie        | 1 - 0 | A    |                              |
| 17 novembre 1989  | Stade international du Caire Le Caire, Égypte       | Égypte        | 1 - 0 | QCM  |                              |
| 31 décembre 1989  | Stade Demba Diop Dakar, Sénégal                     | Sénégal       | 0 - 0 | A    |                              |

Légende: A : Match amical / QCM : Tours préliminaires à la Coupe du monde de football 1990

### Bilan
| Rang | Équipe  | Pts | J  | G | N | P | Bp | Bc | Diff |
| ---- | ------- | --- | -- | - | - | - | -- | -- | ---- |
| #    | Algérie | 25  | 17 | 6 | 7 | 4 | 13 | 8  | +5   |

## Tours préliminaires de la Coupe du monde 1990
| Entraîneur : |
| Kamel Lemoui |

| Entraîneur :  |
| Isouban Kofie |

| Entraîneur : |
| Kamel Lemoui |

| Entraîneur :  |
| Isouban Kofie |

| Entraîneur :        |
| Radivoje Ognjanovic |

| Entraîneur : |
| Kamel Lemoui |

| Entraîneur :        |
| Radivoje Ognjanovic |

| Entraîneur : |
| Kamel Lemoui |

| Entraîneur : |  |  |  |
|              |  |  |  |

| Entraîneur : |
| Kamel Lemoui |

| Entraîneur : |  |  |  |
|              |  |  |  |

| Entraîneur : |
| Kamel Lemoui |

| Entraîneur : |
| Kamel Lemoui |

| Entraîneur :        |
| Radivoje Ognjanovic |

| Entraîneur : |
| Kamel Lemoui |

| Entraîneur :        |
| Radivoje Ognjanovic |

| Entraîneur : |
| Kamel Lemoui |

| Entraîneur :      |
| Mahmoud El-Gohary |

| Entraîneur : |
| Kamel Lemoui |

| Entraîneur :      |
| Mahmoud El-Gohary |

| Entraîneur :      |
| Mahmoud El-Gohary |

| Entraîneur :    |
| Mohamed Kermali |

| Entraîneur :      |
| Mahmoud El-Gohary |

| Entraîneur :    |
| Mohamed Kermali |

## Match disputé
| Entraîneur : |
| Kamel Lemoui |

| Entraîneur :  |
| Jukka Vakkila |

| Entraîneur : |
| Kamel Lemoui |

| Entraîneur :  |
| Jukka Vakkila |

| Entraîneur : |
| Horst Heese  |

| Entraîneur : |
| Kamel Lemoui |

| Entraîneur : |
| Horst Heese  |

| Entraîneur : |
| Kamel Lemoui |

| Entraîneur : |
| Kamel Lemoui |

| Entraîneur : |
| Sepp Piontek |

| Entraîneur : |
| Kamel Lemoui |

| Entraîneur : |
| Sepp Piontek |

| Entraîneur : |
| Olle Nordin  |

| Entraîneur : |
| Kamel Lemoui |

| Entraîneur : |
| Olle Nordin  |

| Entraîneur : |
| Kamel Lemoui |

| Entraîneur :   |
| Azeglio Vicini |

| Entraîneur :       |
| Abdelhamid Kermali |

| Entraîneur :   |
| Azeglio Vicini |

| Entraîneur :       |
| Abdelhamid Kermali |